# Getholmen, Borgå
Getholmen är en ö i Finland. Den ligger i Finska viken och i kommunen Borgå i den ekonomiska regionen  Borgå i landskapet Nyland, i den södra delen av landet. Ön ligger omkring 37 kilometer nordöst om Helsingfors.
Öns area är 1,2 hektar och dess största längd är 160 meter i sydväst-nordöstlig riktning. Ön höjer sig omkring 20 meter över havsytan. I omgivningarna runt Getholmen växer i huvudsak blandskog.